# Oncideres nicea
Oncideres nicea är en skalbaggsart som beskrevs av Dillon 1949. Oncideres nicea ingår i släktet Oncideres och familjen långhorningar. Inga underarter finns listade i Catalogue of Life.